# Popis sporednih likova iz filmova o Jamesu Bondu
Slijedi popis likova koji su potpomagali Jamesu Bondu kroz njegove filmske i avanture u romanima.

## Stalni sporedni likovi

### M
M je glava odjela britanske tajne službe MI6 u čijij je službi Bond, koji/koja ga prije misije opskrbljava važnim podacima, a osim toga najčešće nema važniju ulogu. Do Dozvole za ubojstvo M je bio lik Admirala Sir Milesa Messervya (glumilo ga je nekoliko glumaca), stariji muškarac koji se dobro slagao s agentom 007; od Zlatnog Oka naovamo lik M je žena imenom Barbara Mawsley (glumi je dama Judi Dench), vjerojatno temeljena na osobi Stelle Rimmington, čelnice britanske službe MI5 u stvarnom životu. Svi glumci koji su do 2006. prikazali lik M su:
- Bernard Lee (1962. – 1979.) (od Dr. No do Operacije Svemir)
- Robert Brown (1983. – 1989.) (od Octopussy do Dozvole za ubojstvo)
- dama Judi Dench (1995. - ) (od Zlatnog oka)

Također, u neslužbenom filmu Casino Royale (1967.), James Bond biva promoviran na položaj M-a.

### Gđica Moneypenny
Gđica Moneypenny je lik M-ove/M-ine tajnice čija je, najčešće iznimno mala, uloga u filmskom serijalu uvijek naglašena seksualnom napetošću između nje i Bonda—što nije slučaj u književnim inačicama priča o agentu 007. Vjeruje se da je njen lik dijelom baziran na osobi Vere Atkins, asistentice Mauricea Buckmastera, poglavara francuskog ogranka britanske tajne službe. Glumice koje su dosad tumačile lik gđice Moneypenny su:
- Lois Maxwell (1962. – 1985.) (od Dr. No do Pogleda na ubojstvo)
- Caroline Bliss (1987. – 1989.) (u Dahu smrti i Dozvoli za ubojstvo)
- Samantha Bond (1995. - ) (od Zlatnog oka)

### Q
Q (skraćeno za Quartermaster) čelnik je Odjela Q, fiktivne divizije britanske tajne službe zadužene za istraživanja i razvoj. Lik se rijetko pojavljuje u romanima, no popularizirao ga je Desmond Llewelyn svojom interpretacijom u filmskom serijalu, gdje se pojavio u svakom nastavku osim Živi i pusti umrijeti.
- Peter Burton (1962.) (Samo u Dr. No, kao lik zapovjednika Boothroyda)
- Desmond Llewelyn (1963. – 1999.) (Od Iz Rusije s ljubavlju do Svijet nije dovoljan)
- John Cleese (1999. - ) (Pojavio se u Svijet nije dovoljan uz Desmonda Llewelyna kao R, u Umri drugi dan postaje Q.)

### Felix Leiter
Felix Leiter je agent CIA-e, kasnije DEA-a, koji često pomaže Bondu u njegovim avanturama. U romanima, prvi se put pojavljuje u prvom Flemingovom romanu o 007, Casino Royale, da bi ga već u drugom romanu, Živi i pusti umrijeti, glavni negativac Mr. Big bacio morskim psima. Leiter tako gubi ruku i nogu, no nastavlja se pojavljivati kao pomoć Bondu u kasnijim izdanjima. 
U filmovima, Leiter se prvi put pojavljuje u Dr.No, a nakon toga su ga u još pet filmova igrala četiri različita glumca. Zadnje mu je pojavljivanje u filmu Dozvola za ubojstvo, u kojem mu supruga biva silovana, a on bačen morskim psima i obogaljen; Bondova potraga za osvetom za taj čin čini okosnicu radnje filma. Nakon 1989., njegov je status nepoznat, a producenti su ga zamijenili originalnim likom CIA-ovca Jacka Wadea u pokušaju distanciranja od dva filma o 007 s Timothyjem Daltonom. Leitera su glumili:
- Jack Lord (1962.) (u Dr. No)
- Cec Linder (1964.) (u Goldfingeru)
- Rik Van Nutter (1965.) (u Operaciji Grom)
- Norman Burton (1971.) (u Dijamanti su vječni)
- David Hedison (1973.) (u Živi i pusti umrijeti)
- John Terry (1987.) - (u Dahu smrti)
- David Hedison (1989.) - (u Dozvoli za ubojstvo, postaje jedini glumac koji se vratio u ulozi Leitera)
- Jeffrey Wright (2006.) - (u Casinu Royale, prvi crni Leiter)

## Popis epizodnih sporednih likova
- General Gogolj
- Mary Goodnight
- Sir Fredrick Gray
- Rene Mathis
- May
- Šerif J.W. Pepper
- Loelia Ponsonby
- Quarrel
- Charles Robinson
- Smithers
- John Strangways
- Bill Tanner
- Jack Wade
- Valentin Dmitrovič Zukovski